# Ливно
Ливно (Лијевно) је градско насеље и сједиште истоименог града у југозападном дијелу Федерације Босне и Херцеговине, Босне и Херцеговине. Према попису становника из 2013. године има 37.487 становника. Најзначајније је мјесто Кантона 10, чије је културно и привредно средиште.
Према прелиминарним подацима пописа становништва 2013. године, у Ливну је пописано 9.045 лица, 9.138 домаћинстава и 11.287 станова.

## Географија
Град лежи на 730 m изнад мора, и смјештен је већим дијелом на обронцима и у подножју брда Башајковац, из ког извире и крашка ријека Бистрица. Ливно има стабилну климу, са равномерним струјањем ваздуха и највећим бројем сунчаних дана. Клима је углавном планинска. Лета су углавном дуга и сунчана, зиме снежне. Ливањско поље једно је од већих крашких поља.

## Историја

### Праисторијско доба
Најранији до сада пронађени трагови насељавања људи у ливањском крају потичу из праисторијског доба 2000 година п. н. е. Од тада па све до доласка Римљана ливањски крај насељавало је илирско племе Делмати.
На горским обронцима око Ливањског поља смјештено је око четрдесетак, визуелно повезаних и добро брањених градина из бронзаног и гвозденог доба. На подручју града Ливна налазе се три праисторијске градине (Велика градина, Мала градина и Касалов градац), од којих двије имају подградинска насеља, и једна некропола с тумулима. Наведене три градине су градински комплекс једне веће и значајније организоване родовске заједнице. Кроз два и по века, све до посљедњег великог панонско-далматског устанка који је беснео илирским крајевима од 6. до 9. године нове ере, градине су одолевале Римљанима.

### Римско доба
Од првог римског похода на Делмате 156. п. н. е. до поменутог илирско-панонског устанка на овим просторима беснели су бројни ратови у којима су староседеоци Делмати невиђеном ратоборношћу пружали отпор и наносили огромне губитке римским легијама. У великом устанку 6—9. године, који је потресао римску државу, илирски народи Бреуци, Деситијати и Делмати, под вођством Батона Бреука и Батона Деситијата побунили су се због регрутовања Илира за рат у Германији. У устанку је учествовало 800.000 људи, од тога 200.000 пешака и 9.000 коњаника. Светоније, биограф римског царства, вели: „То је био најтежи рат што су га Римљани водили након оних против Картагине". У крви и огњу угушен је отпор поносних Илира. Градина на Теберу и Касалов градац дочекали су ова римска освајања као саставни дио јединственог далматског одбрамбеног градинског система Ливањског поља.
Након потпуног покоравања Делмата, по којима је добила назив римска провинција Далмација јер су посљедњи покорени, започиње дуготрајни процес романизације. Типичан примјер римског култног синкретизма је заветни рељеф бога Либера — Диониса нађен на простору илирско-римског насеља у данашњим Вашаровинама.

### Долазак Словена
Око 621. године, Авари у својим походима руше све базилике на подручју Ливањског поља. После победе над Аварима код Цариграда 626. Јужни Словени се насељавају на простору римске провинције Илирије, односно њеног јужног дела Далмације и сјевернијег Паноније. На јужном дијелу тог простора се од 7. до 12. вијека развија првобитна хрватска држава, у склопу које се налази и ливањски крај. Византијски цар Константин Порфирогенит спомиње Ливно 949. године у свом дјелу „О управљању царством“: „Приморска Хрватска је јасно омеђена, од ријеке Цетине до града Лабина у Истри, а према Цетини и Ливну граничи се са Србијом“. Најстарији писани документ у којем се спомиње Ливно је Повеља кнеза Мутимира од 28. септембра 892. којом се црква светог Георгија дарује сплитском надбискупу Петру II, у којој се међу потписницима у листи сведока на другом мјесту налази и ливањски жупан Желимир. Овај датум се данас обележава као Дан Ливна.

### Ливно у средњем веку
Године 1326. први пут улази Ливно у састав Босанске бановине. Ливањски је крај босанској држави симболично и принудно припојио бан Стјепан II Котроманић. Ливањском жупанијом тада је управљао Владислав Галешић. Кроз читав средњи вијек Ливно је имало статус жупе. Средњовјековне жупаније, односно њихови жупани уживали су висок стадијум аутаркичности, тј. били су независни према угарским, а посебно босанским краљевима.

### Османско доба
Отоманска војска улази у Ливно 1463. године да би се на јесен исте године морала повући пред контраофанзивом удружене коалиције Вукчића-Косача и краља Матије Корвина. Отоманска власт ће се учврстити у Ливну и Балкану ипак тек неколико година касније и трајаће све до доласка Аустријанаца 1878. године.
Отоманским освајањем град на извору Бистрице губи своју првобитну физиономију и постепено значај као центар трговине робљем који су развили Босанци. На рушевинама насеља на Думану, као и на обронцима Башајковца развија се ново насеље, првобитно можда и војног карактера, са карактеристичним оријенталним обележјима. Уз остало у Ливну су подигнуте четири поткуполне џамије, јединствене у својој архитектонској лепоти у овом дијелу Османског царства (Џамије Балагуша и Главица; видјети још: Ливањска сахат-кула), градски мост на Бистрици, градске куће, чаршија са дућанима, мектеби и медресе (верске муслиманске школе), чесме, џебхана (оружарница), а градске капије и куле су саставни дио фортификацијског зида, који је Ливно штитио од сталних упада хајдука. Ливно је уз Клис сједиште Клишког санџака, о чијој шароликости и лепоти за својих путовања Балканским полуострвом сведочи и чувени путописац Евлија Челебија. Током 400 година османског присуства у Ливну настаје неколико чувених уметничких остварења у овом делу Османског царства. Најистакнутији Ливњак тог времена, Хаџи-Јусуф Ливњак, имам Беглучке џамије (са сунчевим сатом и положајем на једном од меридијана), астроном и књижевник, аутор је првог путописа на Балкану. Његов путопис је један од најзначајнијих дела Алхамијадо-књижевности, посебне врсте литерарног стваралаштва накнадно националистички проглашених Ливњака у Бошњаци забиљеженог оријенталним писмима.
Долазак Османлија у Ливно у XV. в. значио је и долазак православног живља на ове просторе, махом у доње Ливањско поље. Католички дио становништва, углавном насељен у сеоцима Ливањског поља исељава се све до 18. века, а овај процес био је узрокован не само исламизацијом, него и лошим економским приликама на веома сиромашном, неплодном, тврдом и прилично вјетровитом Ливањском пољу, које је све до градње Бушког језера највећи дио године било под водом.
Измолио мештанин Јово Кујунџић 1840. године везира да одобри да Срби Ливљани могу у једној дрвеној кошари држати црквену службу. Године 1858. у месту је било 700-800 православних душа којима је био потребан прави храм. Стигао је половином те године ферман из Цариграда којим је градња праве богомоље дозвољена и то усред Ливна. Крајем Османског доба, 1859. године, православни становници Ливна подижу у граду цркву Успења пресвете Богородице. Зидари су били Далматинци, а неимар неки Книњанин Нандини, родом Италијан.
Значајну улогу у очувању католичког идентитета у Ливањском пољу имају фрањевци, који се пред крај османског периода заузимају за градњу самостана Горица са црквом. Овде су данас смјештене веома вредне етнолошке збирке са подацима о живљењу све четири конфесије у ливањском крају. Уз фрањевце у Ливну мисионирају дијелом и глагољаши, но због неприкосновене омиљености фрањеваца код католика и других становника Ливна, њихова делатност остаје незапажена.

### Ливно у Аустроугарској монархији
Одлуком Берлинског конгреса 1878. Аустроугарска преузима власт у Ливну, и исте године поступно почиње да уводи свој начин управљања. То се у првом реду односи на организацију судства и управе градом, а с њим у вези и земљишне књиге и катастар, школство, здравство и друге јавне потребе. Део мештана Ливна и околине муслиманске и православне вјероисповијести буни се против аустроугарске окупације, која је за њих значила угрожавање најосновнијих животних права и опстанка на властитој земљи. Побегло католичко становништво Ливањског поља враћа се поступно из Далмације на стара огњишта, видевши у Аустроугарској свог великог патрона и заштитника. За њих живот у Ливну постаје лакши, одлазак у цркву слободнији, а од свега профитира и сељак, који је ослобођен плаћања високих пореза. Покретачи културних збивања у Ливну су били домаћи људи, али су зборовође, диригенти и режисери најчешће били странци. Данас се у Бечу налази садржајна архивска грађа о Ливну. У овај период спада и оснивање Српске трговачке школе на Беглуку, претече данашње гимназије.

### Двадесети век
Страначка активност у граду је у овом периоду веома интензивна, и у Ливну постоје огранци махом свих важнијих политичких странака, које су тада деловале у Краљевини Југославији. Културни живот у граду је разнолик и интензиван, и одвија се у склопу националних друштава Хрвата, Муслимана и Срба. Хроничари биљеже да се у муслиманским културним друштвима „Слога“ (1918) и „Мерхамет“ (1929) с посебном бригом неговала драма, фолклор и севдалинка, српско друштво „Сундечић“ (1907) имало је мешовити збор и тамбурашки оркестар, а Јово Бокић држао је и први биоскоп у граду, у ком је по први пут 1939. приказан совјетски филм „Мињин и Пожарски“. 1896. формирано је и Хрватско глазбено и пјевачко друштво „Динара“, у склопу којег породица Џаја утире пут значајној и вредној музичкој традицији у Ливну. Током периода краљевине у Ливну су радиле следећи новчани заводи: Земаљска банка, Српска штедионица, Хрватска трговачка банка и штедионица, Хрватска обртничка задруга, Кредитна банка и Хрватска тежачка удруга.
Након слома парламентарне демократије и завођења краљевске диктатуре 1929. дошло је до нових административно-политичких промјена. Југославија је подељена у девет бановина, а Ливно је припало Приморској бановини са седиштем у Сплиту. Уговором Цветковић — Мачек долази до оснивања Бановине Хрватске 1939, у којој се налази и Ливно.
Долазак Другог свјетског рата Ливно дочекује у саставу марионетске фашистичке творевине НДХ. На ширем простору Ливна не воде се неке значајније борбе, нити офанзиве, изузимајући бомбардовање Савезника на Духове 1944. На обронцима Цинцара и Шатора налазе се партизанске бригаде, којима се током рата прикључује и велики број избјеглог српског становништва из града и околице, а партизанске учитељице раде и на првом буквару на слободној територији Југославије. Целокупно мушко становништво села Поточана код Ливна убијено је 1941. године од стране усташа. У околици Ливна млади је партизански поета Иван Горан Ковачић довршио своју поему „Јама“, својеврстан крик против свирепости рата. 10. октобра 1944. град је коначно дио велике слободне територије, која се простире већим дијелом тадашње Европе. Овај се датум у Ливну дуги низ година обележавао као Дан ослобођења, а његово је име носила и друга основна школа у граду.
По завршетку рата долази до оснивања Културног уметничког друштва „Радник“ 1947. године, који замењује дотадашња национална културно-уметничка друштва у граду. Осамдесетих се година у Ливну редовно сваког маја организовао и „Ливањски културни мозаик“, својеврсни културни фестивал, на ком су представљане годишње културне активности КУД-а „Радник“ и секција ливањских основних школа. У склопу исте манифестације промовисано је и неколико бројева угледног часописа из културе „Трагови“, које је Ливну осигуравало важно мјесто на мапи културних збивања у земљи.
Ливно се убрзано урбанизује, мада у поређењу са осталим сличним градовима у Југославији јако заостаје. У послијератном раздобљу Ливно је срез, од 1974. општина, а од 2016. и град. Из Ливна је каснији предсједник Владе СРБиХ Хасан Бркић, а ливањске корене има и Бранко Микулић, предсједник Савезне владе СФРЈ. Поред њих, истиче се и Бранко Докић, министар у Влади БиХ (2006). Током шездесетих година долази до градње акумулације Бушко блато, чиме се Ливањско поље исушује и спасава од целогодишњих поплава, а вода са наплавина усмерује у правцу Бушког језера. Упркос побољшавању економских услова у односу на вријеме између два светска рата, становништво се махом сеоских подручја и даље исељава у земље западне Европе, пре свега у Њемачку и Аустрију.
Сукоб у бившој Југославији не заобилази ни Ливно, гдје службено почиње почетком прољећа 1992. Град је под контролом Хрватске војске и ХВО, и неколико је пута перманентно гранатиран, са брежуљка Барјак и из правца Гламоча од стране Војске Републике Српске. 29. новембра 1994. хрватска војска изводи операцију Зима '94, улази у српска села на западу Ливањског поља и потпуно их спаљује.
После Дејтонског споразума, Ливно је средиште Кантона 10 у Федерацији БиХ. Разне невладине организације финансирају обнову незнатног броја порушених кућа и подстичу повратак протераних становника.

## Становништво
|                      | 2013.          | 1991.           | 1981.           | 1971.           | 1961.          |
| Укупно               | 7 927 (100,0%) | 10 080 (100,0%) | 9 002 (100,0%)  | 7 207 (100,0%)  | 5 181 (100,0%) |
| Хрвати               | 4 921 (62,08%) | 3 504 (34,76%)  | 2 890 (32,10%)  | 2 483 (34,45%)  | 2 156 (41,61%) |
| Бошњаци              | 2 614 (32,98%) | 3 899 (38,68%)1 | 2 714 (30,15%)1 | 3 075 (42,67%)1 | 885 (17,08%)1  |
| Срби                 | 144 (1,817%)   | 1 556 (15,44%)  | 1 206 (13,40%)  | 1 212 (16,82%)  | 1 033 (19,94%) |
| Неизјашњени          | 101 (1,274%)   | –               | –               | –               | –              |
| Албанци              | 40 (0,505%)    | –               | 24 (0,267%)     | 9 (0,125%)      | 5 (0,097%)     |
| Босанци              | 32 (0,404%)    | –               | –               | –               | –              |
| Остали               | 30 (0,378%)    | 175 (1,736%)    | 40 (0,444%)     | 72 (0,999%)     | 16 (0,309%)    |
| Босанци и Херцеговци | 20 (0,252%)    | –               | –               | –               | –              |
| Муслимани            | 13 (0,164%)    | –               | –               | –               | –              |
| Македонци            | 3 (0,038%)     | –               | 4 (0,044%)      | –               | 6 (0,116%)     |
| Словенци             | 3 (0,038%)     | –               | 3 (0,033%)      | 1 (0,014%)      | 17 (0,328%)    |
| Непознато            | 3 (0,038%)     | –               | –               | –               | –              |
| Црногорци            | 2 (0,025%)     | –               | 24 (0,267%)     | 18 (0,250%)     | 22 (0,425%)    |
| Православци          | 1 (0,013%)     | –               | –               | –               | –              |
| Југословени          | –              | 946 (9,385%)    | 2 093 (23,25%)  | 333 (4,621%)    | 1 041 (20,09%) |
| Мађари               | –              | –               | 2 (0,022%)      | 4 (0,056%)      | –              |
| Роми                 | –              | –               | 2 (0,022%)      | –               | –              |

1. 1 На пописима од 1971. до 1991. Бошњаци су пописивани углавном као Муслимани.

## Насељена мјеста
| - Била - Било Поље - Богдаше - Бојмунте - Чаић - Чапразлије - Челебић - Чуклић - Ћосанлије - Добро - Доњи Рујани - Дринова Међа - Држанлије - Голињево - Горњи Рујани | - Грборези - Гргурићи - Губин - Коморани - Ковачић - Липа - Лиштани - Ливно - Лопатице - Луснић - Љубунчић - Мали Губер - Мали Каблићи - Миши - Оџак | - Оргуз - Подградина - Подгреда - Подхум - Поткрај - Поточани - Поток - Прилука - Присап - Пролог - Прово - Радановци - Раповине - Сајковић - Смричани | - Срђевићи - Струпнић - Сухача - Трибић - Велики Губер - Велики Каблићи - Видоши - Врбица - Вржерала - Забришће - Загоричани - Застиње - Жабљак - Жировић |

Послије потписивања Дејтонског споразума, Град Ливно у цјелини, ушла је у састав Федерације БиХ.

## Политика
На подручју Ливна делује неколико политичких странака, од којих је најзначајнија ХДЗБиХ, следе: СБиХ, СДА, НСРЗБ, ХКДУ, ХСП и ХСС.

## Привреда
Ливно и његова околина надалеко су познати по ливањском сиру, чију су рецептуру пре стотињак година усавршили Аустријанци. Осим тога познате су и ливањске ергеле коња, ријеке богате племенитом рибом и раковима, сточарска производња, а прије рата и индустрија тканина.

## Образовање
У Ливну делују три средње школе, двије основне градске школе и 25 подручних одељења. Музичко образовање стиче се у нижој музичкој школи.

## Симболи града
Грб Ливна приказује споменик Краљу Томиславу и Троглав, највиши врх Динаре. Зелена подлога означава Ливањско поље.
Застава Ливна је црвена са две преко положене беле траке. Грб се налази у средини. Застава и грб усвојени су током ратних деведесетих година, без суодлучивања представника народа из реда бошњачког и српског народа. Према мишљењу неких историчара, ниједан од два симбола нема упориште у историји ливањског краја. Мора се истаћи и то, да овај грб нажалост не репрезентира остале једнако конститутивне народе ливањског краја, те за њих ни нема неког посебног значења. Неки страни посматрачи прилика се осим тога слажу да су и застава и грб плод хрватске нетолеранције спрам свега што је нехрватско и некатоличко у ливањском крају.

## Занимљивости
Знаменитости града: стара градска четврт, која нажалост не успева одолети налетима модерног времена, са џамијама Главица и Балагуша, Топови, Вујадиновом (Старац Вујадин) кулом понад града, Житарницом са старом вијећницом и градском чесмом Милошник, као и извор Думана, самостан Горица са галеријом великана ливањског сликарства Габријела Јуркића и Етнолошком збирком, стара ливањска гробља, Гимназија, купалиште Плоче и Стурба.

## Познати Ливњаци
- Бисера Аликадић
- Гордана Бобан
- Хасан Бркић
- Mустафа Мулалић
- Бранко Докић
- Славко Готовац
- Војин Зиројевић
- Хасан Ливњак
- Хаџи Јусуф Ливњак
- Габријел Јуркић
- Светозар Љубоја
- Стипо Манђерало
- Радивој Радић
- Перо Миоч
- Рапко Орман
- Ивица Пропадало
- Момир Росић
- старац Вујадин
- Миховил фра Сучић
- Јован Сундечић
- Иван Џаја
- Иво Шеремет
- Давор Шукер
- Иван Шукер
- Ивица Влашић
- Џевдет Вребац
- Баја Мали Книнџа
- Ксенија Пајчин
- Лазо Пајчин
- Вјерица Радета